# Перес, Дарлейс
Дарлейс Перес (исп. Darley Pérez 14 сентября 1983 года) — колумбийский боксёр-профессионал, участник Олимпийских игр 2008 года, чемпионата мира 2007 и Панамериканских игр 2007.
28 июня 2014 года завоевал титул временного чемпиона мира среди профессионалов по версии WBA. 24 октября того же года впервые защитил титул в бою против венесуэльца Жайдэра Парры. 18 июля 2015 года свёл вничью бой с  Энтони Кролла и защитил титул. 21 ноября 2015 года в бою реванше досрочно уступил британцу Энтони Кролле и утратил пояс.

## Статистика боёв
В таблице перечислены результаты всех поединков боксёров.
В каждой строке указан результат поединка. Дополнительно номер поединка обозначен цветом, который обозначает итог поединка. Расшифровка обозначений и цветов представлена в нижеследующей таблице.
| Пример | Расшифровка                     |
| ------ | ------------------------------- |
|        | Победа                          |
|        | Ничья                           |
|        | Поражение                       |
|        | Планируемый поединок            |
|        | Поединок признан несостоявшимся |
| КО     | Нокаут                          |
| ТКО    | Технический нокаут              |
| PTS    | Решение судей (по очкам)        |
| UD     | Единогласное решение судей      |
| MD     | Решение большинства судей       |
| SD     | Раздельное решение судей        |
| RTD    | Отказ от продолжения боя        |
| DQ     | Дисквалификация                 |
| NC     | Поединок признан несостоявшимся |

| Бой | Дата | Соперник | Место проведения | Раундов | Примечание |
| --- | ---- | -------- | ---------------- | ------- | ---------- |